# 22999 Irizarry
22999 Irizarry è un asteroide della fascia principale. Scoperto nel 1999, presenta un'orbita caratterizzata da un semiasse maggiore pari a 2,6378215 UA e da un'eccentricità di 0,0976035, inclinata di 2,84304° rispetto all'eclittica.